# Гейдельбергский замок
Гейдельбе́ргский за́мок (нем. Heidelberger Schloss, нем. Schloss Heidelberg) — главная резиденция курфюрстов Пфальца до конца XVII века. Замок возвышается над городом Гейдельбергом на северном склоне горы Кёнигштуль (высота 80 метров относительно долины реки Неккар). 
Замок был разрушен войсками Людовика XIV в ходе войны за пфальцское наследство (1693 г.) и после восстановлен только отчасти. В его подвалах хранится самая большая в мире винная бочка.

## История
Гейдельбергский замок впервые упоминается в документе 1225 года, в документе 1294 году шла речь об одном замке, а в документе 1303 года упоминаются уже два замка — верхний и нижний, историки утверждают что первым был построен верхний замок, а современный Гейдельбергский замок — это нижний, и предположительное время его основания — между 1294 и 1303 годами. В 1415 году в замке томился пленённый антипапа Иоанн XXIII.

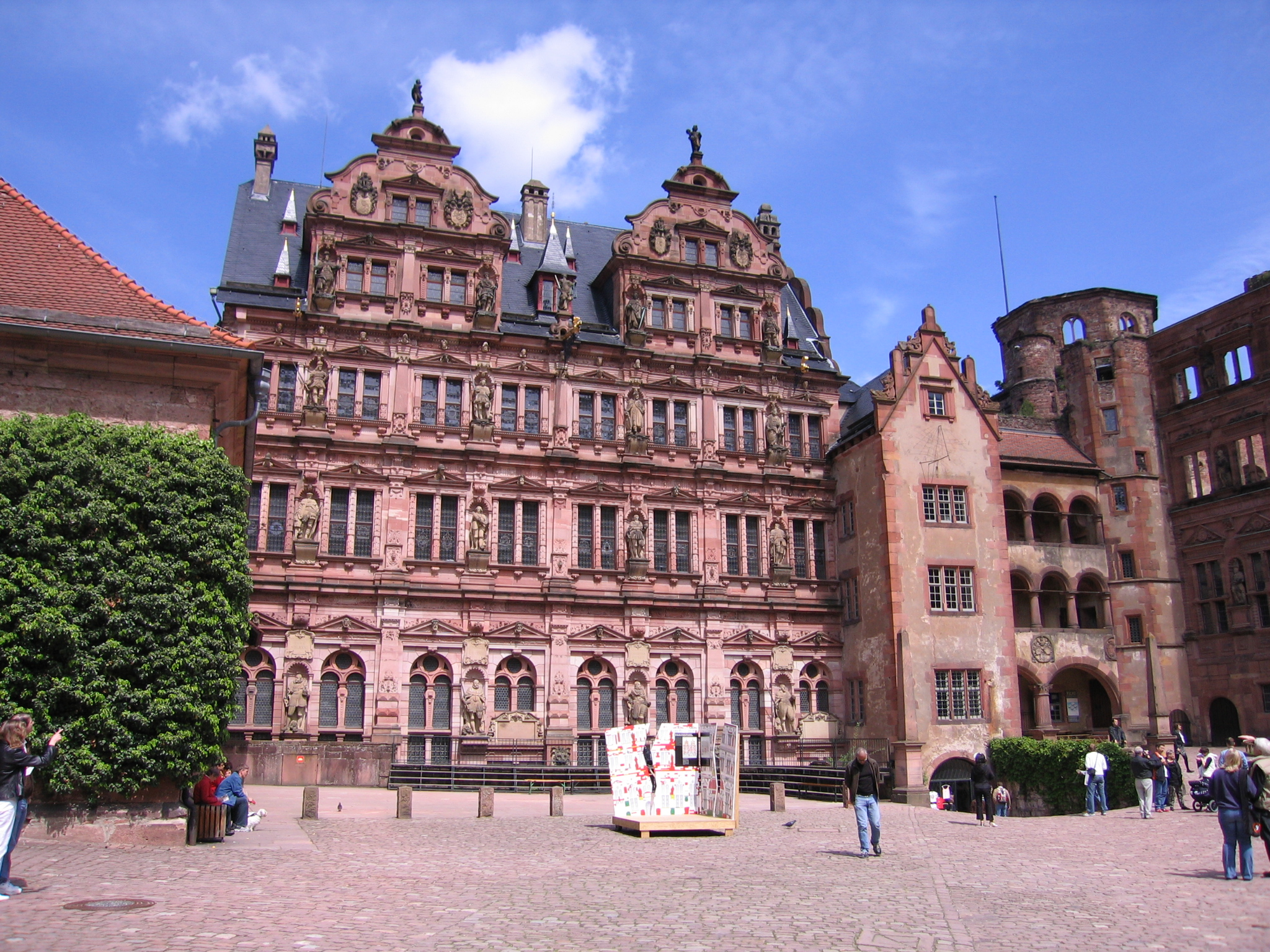
Отреставрированный в XIX веке Фридрихсбау

С 1689 по 1693 год войска Людовика XIV несколько раз нападали на Гейдельберг, окончательно превратив замок в руины в 1693 году. В следующие десятилетия замок оставался полуразрушенным, несмотря на некоторые попытки восстановления. Были планы снести замок и использовать его части для постройки дворца в долине. В то же время у пфальцского правителя Карла III Филиппа были идеи по перестройке замка, но для осуществления проекта не имелось достаточных средств. В 1720 году, в результате конфликта с протестантским населением города, он перенёс свою резиденцию в Мангеймский дворец и окончательно потерял интерес к городу и замку.
Спасителем руин замка стал французский граф Шарль де Гремберг — противник точки зрения Баденского правительства, считавшего замок «старой руиной со множеством безвкусных, обваливающихся орнаментов». Посетив Гейдельберг в начале XIX века, он остался в городе на протяжении оставшихся 54 лет жизни, посвятив себя добровольному присмотру за останками замка. Он также инициировал издание первого путеводителя по замку с иллюстрациями, привлёкшими множество туристов.
Долгое время обсуждался вопрос о полной или частичной реставрации замка. К 1890 году специалистами был подготовлен план восстановления и сохранения руин. Было решено, что восстановление невозможно, но возможно укрепление оставшихся частей замка. Реставрации подверглась только часть Фридрихсбау (Friedrichsbau), повреждённая пожаром, но никогда не бывшая разрушенной. Реконструкция, стоимостью в 520 000 марок, была осуществлена с 1897 по 1900 год Карлом Шефером.

### Хронология

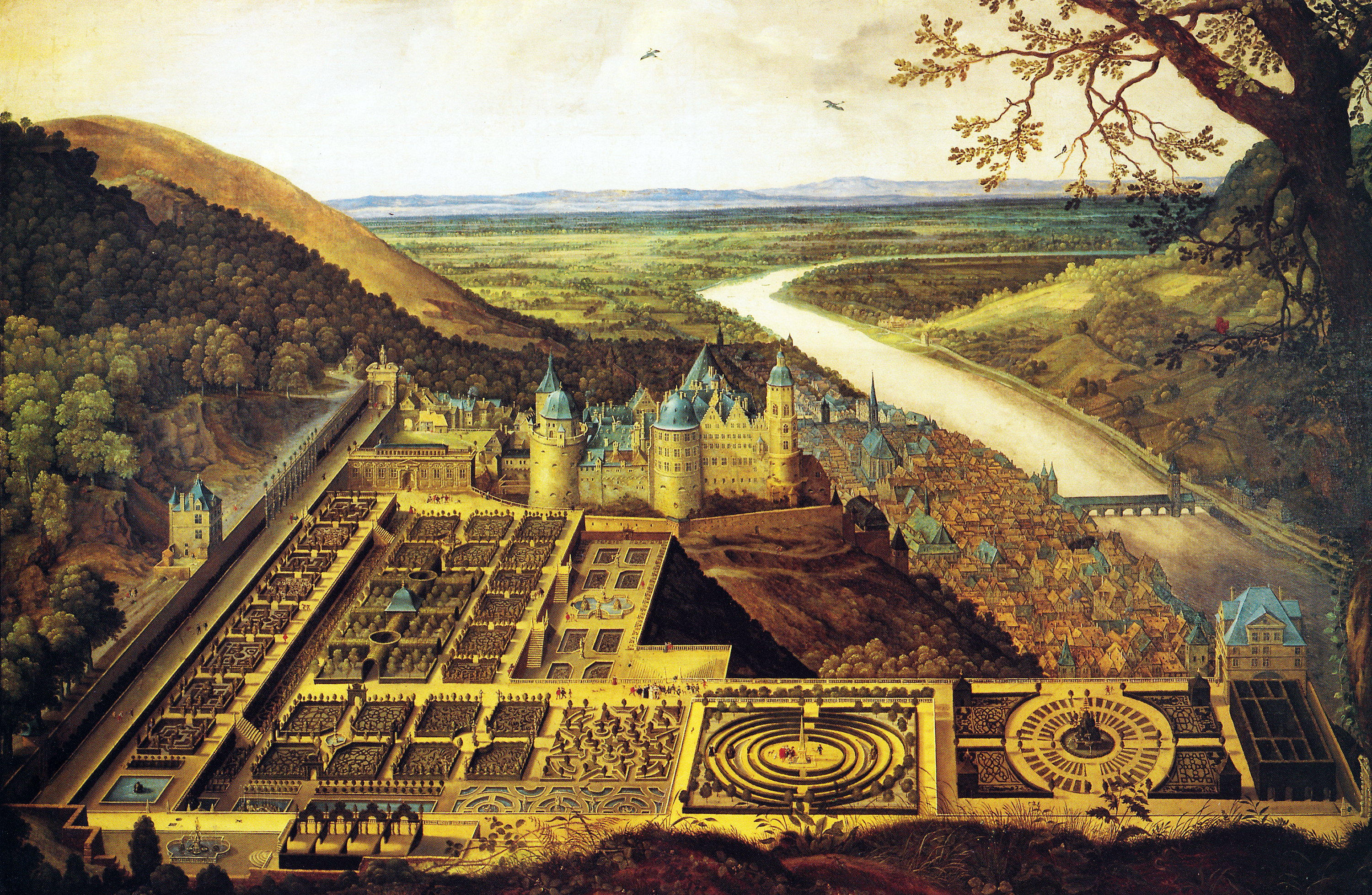
Замок и его сады (Hortus Palatinus), Жак Фукьер, 1620

- 1225: первое упоминание в документе некоего Castrum в Гейдельберге.
- 1303: первое упоминание двух замков Гейдельберга: верхнего и нижнего (сегодняшнего).
- 1537: верхний замок разрушен ударом молнии.
- 1610: создание садов замка (Hortus Palatinus), архитектор Саломон де Косс.
- 1622: Тилли захватывает город и замок в Тридцатилетней войне.
- 1649: обновление частей замка.
- 1688/1689: начало разрушений французскими войсками.
- 1693: окончательное разрушение французскими войсками.
- С 1697: попытка восстановления.
- 1720: перемещение резиденции Карла III Филиппа в Мангейм.
- С 1742: попытка восстановления.
- 1764: разрушение ударом молнии.
- 1810: Шарль де Гремберг посвящает себя сохранению руин замка.
- 1860: первое освещение замка бенгальскими огнями.
- Около 1900: укрепление руин для длительного сохранения.

## Туризм

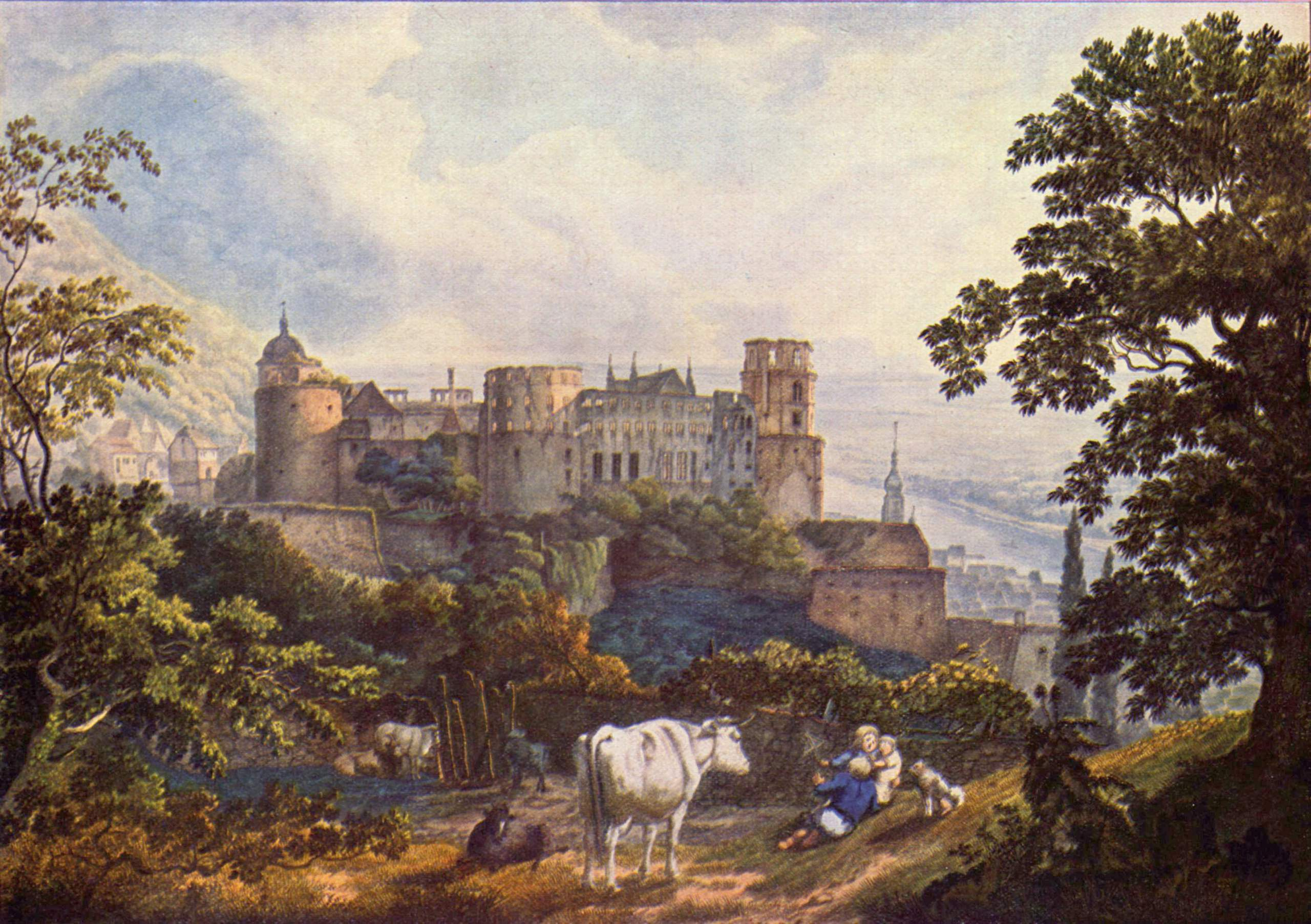
Замок в начале XIX века

Среди известных жителей замка были Фридрих V (курфюрст Пфальца) и Елизавета Шарлотта Пфальцская (жена Филиппа I, герцога Орлеанского). Письменные впечатления от посещения замка (или, позже, его руин) оставили такие известные люди, как немецкий теолог-реформатор Мартин Лютер, писатели Виктор Гюго (визит в 1838, описание истории замка в книге «Heidelberg») и Марк Твен (книга 1880 года «A Tramp Abroad»).
С начала XIX века Гейдельберг и его замок (точнее то, что от него осталось) привлекают множество туристов, особенно с 1840 года, когда в город была проложена железная дорога.
В XX веке мировой известности руин замка способствовали американцы. Замок посещает множество туристов из Японии, для которых он является одним из наиболее привлекательных мест во время поездок в Европу.
К началу XXI века город ежегодно посещали около миллиона человек. Большинство иностранцев приезжают из США и Японии. Согласно опросу географического института Гейдельбергского университета, важнейшей туристической целью города является замок с его террасами, с которых открывается панорама города и части Верхнерейнской низменности.